# 11127 Hagi
11127 Hagi este un asteroid din centura principală de asteroizi.

## Descriere
11127 Hagi este un asteroid din centura principală de asteroizi. A fost descoperit pe 20 octombrie 1996 la Sendai de Kiyoshi Kurosu. Asteroidul prezintă o orbită caracterizată de o semiaxă mare de 2,23 ua, o excentricitate de 0,16 și o înclinație de 5,7° în raport cu ecliptica.
Asteroidul a fost denumit astfel după „Hagi-Lespedeza”, floarea simbol a orașului japonez Sendai.